# Biesbosch
Biesbosch är ett bördigt deltaland under havet nivå vid Waals och Maas mynningar på gränsen mellan provinserna Zuid-Holland och Nord-Brabant i Nederländerna.
Biesbosch som översvämmades vid en stormflod i november 1421 har sedan 1700-talet med invallningar torrlagts.